# 革秀寺
革秀寺（かくしゅうじ）は、青森県弘前市にある曹洞宗の寺院。山号は津軽山。本尊は釈迦牟尼仏（釈迦如来）。本堂などは重要文化財に指定されている。

## 歴史
もとは弘前藩祖津軽為信が慶長年間（17世紀初）、現在の藤崎町に創建したもので、為信が帰依した長勝寺8世の格翁舜逸が、自らの隠居所としたという（津軽一統志）。
津軽為信が没した翌年の慶長13年（1608年）、弘前藩2代藩主津軽信枚が藤代村（現在の弘前市藤代）に移し、父・為信の菩提寺としたと伝える。一方、慶長14年（1609年）、津軽信枚が父・為信菩提のための位牌所として創建したとの伝えもある（津軽歴代記類）。
革秀寺の周囲には池や二重の土塁が築かれ、家臣でも出入には制限が設けられるなど聖地化し、藩祖為信を神格化させた。慶長14年7月18日の津軽信枚寺領宛行状では、藤崎・舞田屋敷・川辺の3村で寺領100石が安堵され、藩祖菩提寺として歴代藩主の帰依をうける。また、本堂の修繕銘板から、現在地に移転した直後に火災に遭い、慶長15年（1610年）に修繕されたと思われる。
明治期には堂宇が荒廃していたことから、明治39年（1906年）に修築再建され、現在に至る。

## 文化財

### 重要文化財（国指定）
- 津軽為信霊屋（境内）[1] - 江戸時代初期に建立された当時は質素であったが、文化年間（1804年 - 1817年）に大修理し、現在の華麗な姿になった。規模は小さいが豪華で凝った建築が松や杉の古木が茂る中に建っていて、桁行一間、梁間一間、柱は総円柱、入母屋造、正面軒唐破風をつけたこけら葺き屋根。内部は非公開だが、板卒塔婆を巡らし宝篋印塔と元弘前城の館神であった木造太閤秀吉座像が安置されていて、彫刻や天井絵などの漆塗り、極彩色の華麗な塗装の多くが、文化年間の大修理によるものである。
- 本堂[2] - 入母屋造、茅葺。内部を八間取りとする方丈形式の本堂で、江戸時代初期の建立。

### 青森県指定天然記念物
- 革秀寺のサルスベリ（境内北寄り）[3]

### 弘前市指定史跡
- 曹洞宗津軽山革秀寺[4]

## 交通
- 弘南バス
  - 弘前駅 - 城西大橋・工業高校経由 - 藤代営業所線
    - 向駒越停留所。